# Блумсдейл (Міссурі)
Блумсдейл (англ. Bloomsdale) — місто (англ. city) в США, в окрузі Сент-Дженев'єв штату Міссурі. Населення — 639 осіб (2020).

## Географія
Блумсдейл розташований за координатами 38°0′53″ пн. ш. 90°13′18″ зх. д. / 38.01472° пн. ш. 90.22167° зх. д. (38.014662, -90.221553).  За даними Бюро перепису населення США в 2010 році місто мало площу 4,24 км², з яких 4,22 км² — суходіл та 0,02 км² — водойми.

## Демографія
Згідно з переписом 2010 року, у місті мешкала 521 особа в 202 домогосподарствах у складі 136 родин. Густота населення становила 123 особи/км².  Було 216 помешкань (51/км²).
Расовий склад населення:
| - 98,7 % — білих - 0,6 % — чорних або афроамериканців - 0,2 % — корінних американців |

До двох чи більше рас належало 0,6 %. Частка іспаномовних становила 0,0 % від усіх жителів.
За віковим діапазоном населення розподілялося таким чином: 30,7 % — особи молодші 18 років, 52,8 % — особи у віці 18—64 років, 16,5 % — особи у віці 65 років та старші. Медіана віку мешканця становила 35,3 року. На 100 осіб жіночої статі у місті припадало 95,9 чоловіків;  на 100 жінок у віці від 18 років та старших — 95,1 чоловіків також старших 18 років.
Середній дохід на одне домашнє господарство  становив 64 136 доларів США (медіана — 45 972), а середній дохід на одну сім'ю — 80 711 долар (медіана — 70 625). Медіана доходів становила 51 500 доларів для чоловіків та 25 833 долари для жінок. За межею бідності перебувало 7,8 % осіб, у тому числі 15,3 % дітей у віці до 18 років та 2,1 % осіб у віці 65 років та старших.
Цивільне працевлаштоване населення становило 309 осіб. Основні галузі зайнятості: освіта, охорона здоров'я та соціальна допомога — 23,9 %, виробництво — 18,1 %, транспорт — 14,6 %.